# Deposito locomotive di Bologna Centrale

locomotive E.646.055, E.636.407, E.656.265 e D.341.2014 nel Deposito locomotive di Bologna Centrale.

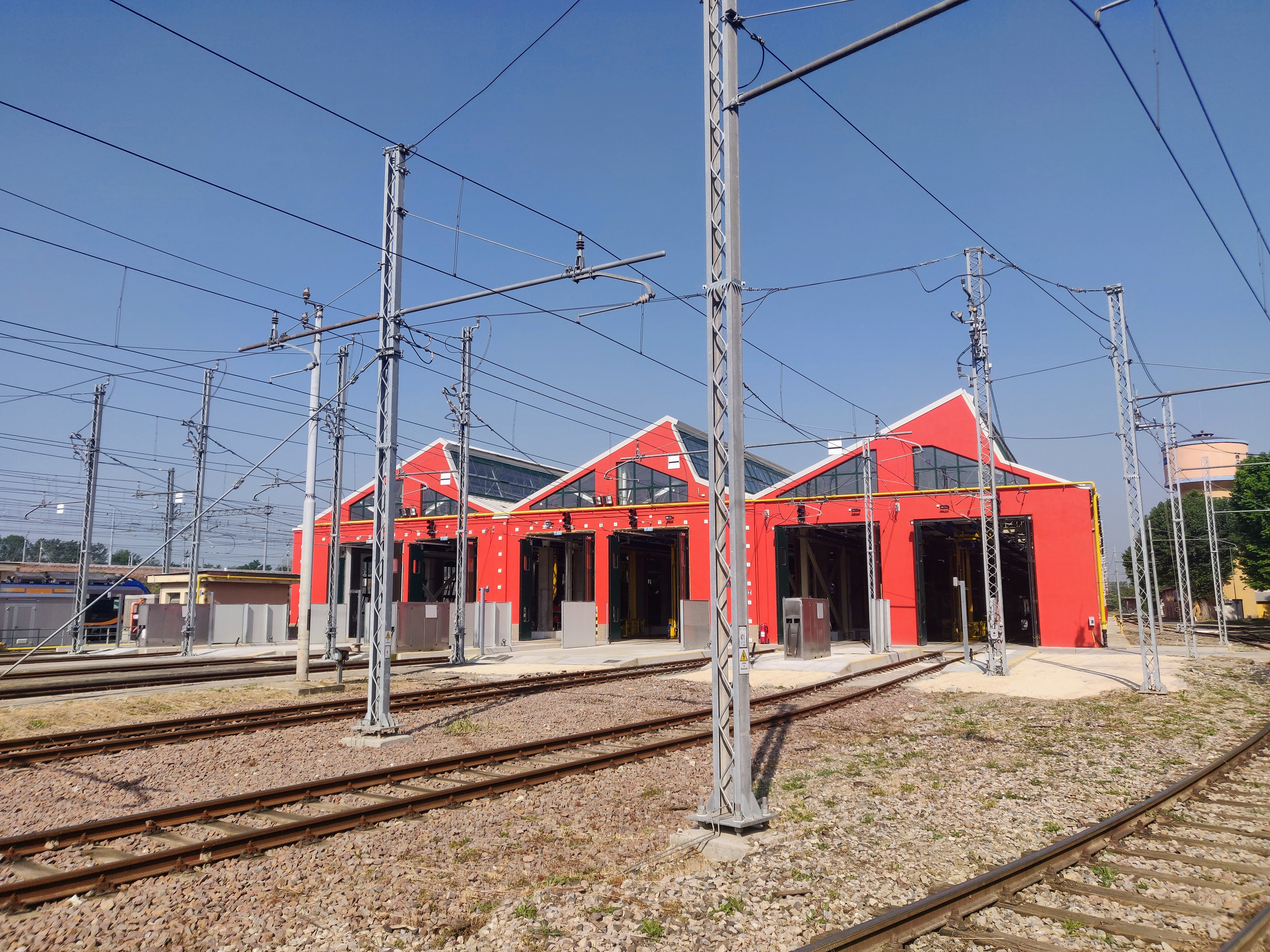
Vista esterna dell'impianto di manutenzione dei treni Pop e Rock di Trenitalia Tper, all'interno del Deposito Locomotive di Bologna Centrale.

Il deposito locomotive di Bologna Centrale è un impianto di ricovero e manutenzione dei veicoli ferroviari di Trenitalia Tper. Si trova a Bologna, all'interno del complesso della stazione di Bologna Centrale.

## Storia
Nel 1905, all'atto dell'istituzione delle Ferrovie dello Stato, la stazione di Bologna Centrale disponeva di un deposito locomotive comprendente due rimesse semicircolari servite da piattaforme girevoli.
Nell'ambito del piano regolatore di riordino e potenziamento della rete delle Ferrovie dello Stato predisposto nel 1905-1906 venne stabilita la costruzione di un nuovo deposito che subentrasse al precedente, ormai insufficiente per dimensioni e vetustà. Esso sarebbe dovuto sorgere in località Mascarella, e a tal fine nel 1915 fu ultimata la costruzione al rustico della nuova rimessa circolare dotata di 70 posti per locomotive.
L'incalzare degli eventi bellici fece sospendere i lavori, e l'edificio della costruenda rimessa venne utilizzato come magazzino. Per fronteggiare le necessità della trazione furono pertanto istituiti due depositi sussidiari del vecchio deposito di Bologna, ubicati a Faenza e a Ferrara.
Il nuovo deposito di Bologna Centrale, essendo stata definitivamente abbandonata l'ubicazione precedentemente prevista, fu costruito presso il Bivio Ferrara, e iniziò parzialmente la propria attività nel 1927 ospitando anche le locomotive a corrente alternata trifase destinate al servizio sulla linea Porrettana.
Il nuovo impianto fu attivato completamente all'inizio del 1929. Disponeva di due rimesse e dell'officina per le medie riparazioni. La sua dotazione iniziale fu di 170 locomotive.
Danneggiato gravemente durante la seconda guerra mondiale, fu ricostruito e affiancato, dal 1948, dal nuovo deposito locomotive di Bologna San Donato, ubicato all'interno dell'omonimo impianto di smistamento.
Il 16 dicembre 2021 è stato inaugurato, negli spazi del deposito, l'impianto di manutenzione dei treni Pop e Rock in dotazione a Trenitalia Tper.

## Strutture e impianti

### Impianto di manutenzione dei treni Pop e Rock

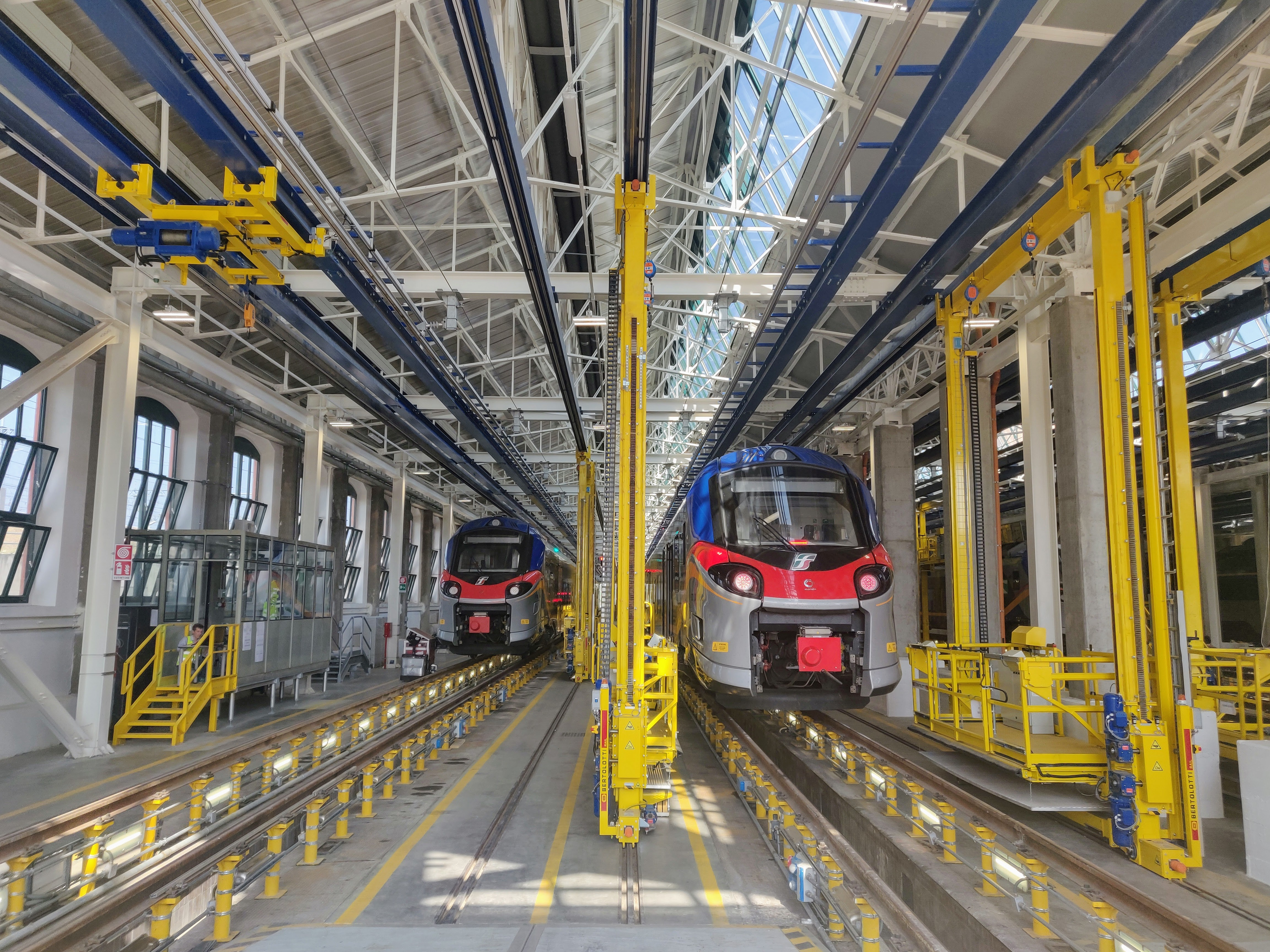
L'impianto di manutenzione dei treni Pop e Rock di Trenitalia Tper, all'interno del Deposito Locomotive di Bologna Centrale.

All'interno del deposito ha sede l'impianto di manutenzione dei treni Pop e Rock in dotazione a Trenitalia Tper, impiegati quotidianamente per il trasporto viaggiatori sulla rete ferroviaria dell'Emilia-Romagna.
L'impianto è ospitato da un capannone che si estende per 12300 m² e ospita 6 binari di lunghezza massima 260 m, con 10 postazioni per la manutenzione; è inoltre presente un binario esterno adibito al lavaggio dei convogli.
Per la manutenzione in sicurezza degli apparati dei treni, collocati sull'imperiale, sono presenti 44 passerelle mobili; le piattaforme di lavoro elevabili permettono di portare in quota le operatrici e gli operatori di manutenzione all'interno di appositi cestelli.